# Catedral de San Elías (Alepo)
La Catedral de San Elías (en árabe: كاتدرائية القدّيِس الياس) es un templo católico oriental (maronita) en Alepo, Siria, situado en el barrio cristiano de Jdeydeh. Lleva el nombre de Elías el profeta. La iglesia fue construida en 1873 en el lugar donde estaba una iglesia maronita antigua. Fue renovada en 1914. Es la catedral de la archieparquía de Alepo de los maronitas.
Antes del actual edificio de la catedral, una pequeña iglesia del siglo XV ocupó la misma área. La antigua iglesia fue mencionada por el explorador italiano Pietro Della Valle que visitó Alepo en 1625 y la describió como una de las cuatro iglesias que se construyeron al lado de la otra en un patio con una puerta, en el recién creado barrio cristiana.